# Moss Eccles Tarn
Der Moss Eccles Tarn ist ein See im Lake District, Cumbria, England. Der Moss Eccles Tarn liegt östlich des Esthwaite Water. Der See ist künstlich angelegt und hat einen unbenannten Zufluss aus Süden, der sich in einem anderen Arm auch zum Three Dubs Tarn erstreckt.
Der See gehört heute dem National Trust, der ihn zum Teil aus dem Besitz von Beatrix Potter bei deren Tod erhielt. Beatrix Potter zeichnete den See oft und hatte auch ein Boot auf ihm. Potter beschrieb den See in ihren „Jeremy Fisher“-Geschichten.
Der See ist seit 1985 Teil des Claife Tarns and Mires Site of Special Scientific Interest. Der See zusammen mit dem Three Dubs Tarn, dem Hodson’s Tarn und einer Reihe von weiteren kleineren Gewässern unterstützt bis zu 12 Arten von Libellen und weist eine reichhaltige Artenvielfalt an Wasserpflanzen auf.